# خورشیدگرفتگی ۲ اوت ۲۰۴۶
خورشیدگرفتگی ۲ اوت ۲۰۴۶ (به انگلیسی: Solar eclipse of August 2, 2046) یک خورشیدگرفتگی از نوع خورشیدگرفتگی کامل است. این خورشیدگرفتگی در تاریخ ۲ اوت ۲۰۴۶ میلادی (‎۱۱ مرداد ۱۴۲۵ خورشیدی) روی خواهد داد که زمان اوج آن، ساعت ۱۰:۲۱:۱۳ به‌وقت ساعت هماهنگ جهانی است. مدت زمان و طول این خورشیدگرفتگی ۴ دقیقه و ۵۱ ثانیه خواهد بود.